# کوکله پیشاکلمبی

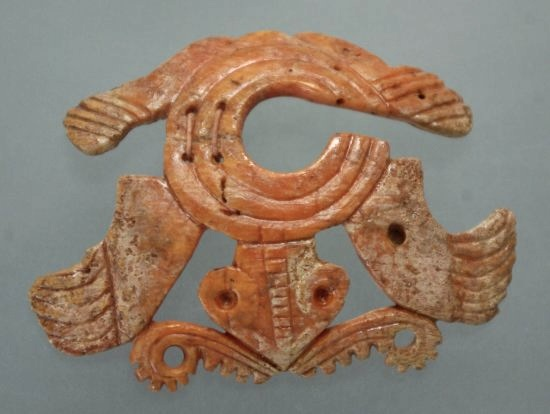
آثار بدست آمده از کوکله که در موزه واشینگتن نگهداری می‌شود.

کوکله پیشاکلمبی یا گران کوکله (اسپانیایی: Gran Coclé‎) نام یک منطقه فرهنگی در آمریکای مرکزی است که زمان آن به دوران پیش از کلمب در قاره آمریکا بازمی‌گردد. نام این منطقه که آثار و دستاوردهایش به قرون سوم تا شانزدهم هجری بازمی‌گردد بر روی یک استان در کشور پاناما قرار دارد. بخش اصلی متعلقات فرهنگی این منطقه به قرون سیزدهم تا شانزدهم مربوط می‌شود.